# Milan Borišek
Milan Borišek, slovenski jadralni pilot in učitelj letenja, * 25. april 1920, Litija, † 24. avgust 1950, Vršac, Srbija.

## Življenje in delo
Rodil se je očetu gostilničarju Jožetu in materi Mariji (roj. Pfafinger). Z jadralnimi poleti se je pričel ukvarjati leta 1936 na Blokah. Po koncu vojne je poučeval v letalskem središču v Zagrebu, od 1949 pa v jugoslovanskem letalskem centru v Vršcu. Bil je večkratni prvak Jugoslavije v enosedežnem in dvosedežnem jadralnem letalu in prvi nosilec značke Zlati C jadralnega pilota , kot tudi prvi nosilec najvišjega pilotskega odlikovanja SFRJ  " Franjo Kluz ".  Na svetovnem jadralnem prvenstvu 1950 v Örebru na Švedskem je z letalom orel II  osvojil tretje mesto. Strmoglavil je v Vršcu, letalu se je prelomil zadnji del trupa. Pokopan je na litijskem pokopališču.